# بيرسي إي. جورج
بيرسي إي. جورج هو عسكري كندي، ولد في 1891 في فنشلي ‏ في المملكة المتحدة، وتوفي في 31 مارس 1983.